# Flagelação de Cristo (Caravaggio, Ruão)
Flagelação de Cristo, também conhecida por Cristo na Coluna, é uma pintura a óleo sobre tela do mestre italiano do período barroco Michelangelo Merisi da Caravaggio que está actualmente no Museu de Belas Artes de Ruão.
Esta é uma das duas versões do episódio bíblico da Flagelação de Jesus que Caravaggio pintou no final de 1606 e início de 1607, logo após a sua chegada a Nápoles, estando a outra versão da Flagelação de Cristo no Museu de Capodimonte, em Nápoles.

## Autoria
A pintura foi comprada pelo museu em 1955 como sendo obra de Mattia Preti. O debate crítico sobre a autenticidade não foi baseada em documentos ou referências em biografias contemporâneas do artista e para sustentar a autoria da obra os especialistas basearam-se na técnica adotada, sem desenho preparatório, mas com vários sinais que sulcam a tela com o cabo da escova. Foi apenas em 1959 e com a aplicação por Roberto Longhi, especialista e conhecedor de Caravaggio, do chamado "método moreliano" que a autoria da obra foi atribuida a Caravaggio, opinião que desde então ganhou uma quase unanimidade. É possível que a obra tenha feito parte da coleção do cardeal Scipione Borghese.

## Descrição
A pintura mostra a flagelação de Cristo após a sua prisão e julgamento e antes da sua crucificação. A cena foi tradicionalmente representada em frente a uma coluna, possivelmente aludindo ao tribunal de Pilatos.
O tratamento do tema mais famoso na época da Alta Renascença era a Flagelação de Cristo de Sebastiano del Piombo que está na igreja de San Pietro in Montorio, em Roma. A Flagelação de Piombo, muito imitada por artistas posteriores, mostra várias figuras idealizadas que se retorcem posicionando-se em complexos planos.
Caravaggio compactou o espaço, reduzindo as figuras ao mínimo, e usou a luz para dirigir a atenção para as partes cruciais da sua composição - o rosto e o tronco de Cristo, os rostos dos dois torturadores e o braço e mão de um destes segurando o chicote que está fora do quadro.
Cristo é representado nos momentos anteriores da  sua flagelação, enquanto os dois carrascos se ativam um a prendê-lo a uma coluna e o outro a chicoteá-lo. O cerne da cena é o instante de tensão antes da violência. Os torturadores de Cristo são representados da maneira naturalista que apaixonou o pintor lombardo com rostos marcados e mãos ásperas dando-lhes um aspecto popular o que é confirmado pelas roupas pobres e usadas; é um tratamento humano e não caricatural com que foram tratados. Da mesma forma, a brutalidade das suas ações, como a aparência exausta de Cristo, reportam-se a uma realidade concreta.
Para ambas as versões, Caravaggio usou um mesmo modelo para um dos torturadores, nesta pintura é o que está posicionado mais à direita, e na Flagelação de Cristo que está em Nápoles é o da esquerda, e que também aparece como o carrasco em Salomé com a Cabeça de João Batista.